# Adiunctio
Adiunctio (łac. przyłączenie) – figura retoryczna polegająca na przyłączeniu do wiążącego elementu syntaktycznego kilku innych jednorodnych elementów syntaktycznych, np. przypisaniu kilku orzeczeń jednemu podmiotowi lub kilku zdań podrzędnych jednemu zdaniu nadrzędnemu, przy czym w odróżnieniu od figury retorycznej disiunctio element wiążący nie jest powtarzany.